# Blanco (J Balvin)
Blanco è un singolo del cantante colombiano J Balvin, pubblicato il 15 novembre 2019 come primo estratto dal quinto album in studio Colores.

## Video musicale
Il video musicale, diretto da Colin Tilley, è stato reso disponibile il 15 novembre 2019 in concomitanza con l'uscita del singolo.

## Tracce
Testi e musiche di José Osorio Balvín, Alejandro Ramírez e René Cano.
1. Blanco – 3:25

## Formazione
Musicisti
- J Balvin – voce

Produzione
- Sky Rompiendo – produzione, produzione vocale, co-produzione
- Dee Mad – produzione, co-produzione
- Alejandro Patiño – produzione vocale, registrazione
- Joe Iglesias – registrazione
- Esteban Higuita Estrada – assistenza alla registrazione
- Josh Gudwin – missaggio

## Classifiche

### Classifiche settimanali
| Classifica (2019-20)  | Posizione massima |
| --------------------- | ----------------- |
| Argentina             | 18                |
| Colombia              | 4                 |
| Repubblica Dominicana | 21                |
| Spagna                | 7                 |

### Classifiche di fine anno
| Classifica (2020) | Posizione |
| ----------------- | --------- |
| Spagna            | 48        |